# La nave sepolta
La nave sepolta (The Dig) è un film del 2021 diretto da Simon Stone.
La pellicola, adattamento cinematografico dell'omonimo romanzo del 2007 scritto da John Preston, narra degli scavi di Sutton Hoo avvenuti nel 1939, una delle più grandi scoperte della storia britannica.

## Trama
Basil Brown è un addetto agli scavi archeologici che viene ingaggiato dalla benestante Edith Pretty per scoprire cosa si nasconde sotto dei tumuli presenti nel suo terreno. L'iniziale scetticismo di Brown non gli impedirà di scoprire che i presentimenti della signora Pretty corrispondevano al vero e che sotto uno dei tumuli si trova il relitto integro di una nave anglosassone del VII secolo.

## Produzione
Nel settembre 2018 Nicole Kidman e Ralph Fiennes vengono annunciati come protagonisti del film; nell'agosto 2019 la Kidman viene sostituita da Carey Mulligan.
Le riprese del film sono iniziate nell'ottobre 2019 e si sono svolte interamente nel Regno Unito.

## Promozione
Il primo trailer del film è stato diffuso il 4 dicembre 2020.

## Distribuzione
Il film è stato distribuito su Netflix a partire dal 29 gennaio 2021.

## Riconoscimenti
- 2021 - British Academy Film Awards[4]
  - Candidatura per il miglior film britannico
  - Candidatura per la miglior sceneggiatura non originale a Moira Buffini
  - Candidatura per la miglior scenografia e Maria Djurkovic e Tatiana Macdonald
  - Candidatura per i migliori costumi a Alice Babidge
  - Candidatura per il miglior trucco e acconciatura a Jenny Shircore
- 2021 - London Critics Circle Film Awards[5]
  - Candidatura per la miglior attrice britannica dell'anno a Carey Mulligan